# يوكو تاكاهاغي
يوكو تاكاهاغي (高萩 陽子) (مواليد 17 أبريل 1969)، هي لاعبة كرة قدم كانت تلعب كمدافع. ولعبت مع منتخب اليابان لكرة القدم للسيدات.

## وصلات خارجية
- يوكو تاكاهاغي على موقع الاتحاد الدولي (مؤرشف)  (الإنجليزية)
- يوكو تاكاهاغي على موقع Soccerway.com (الإنجليزية)
- يوكو تاكاهاغي على موقع عالم كرة القدم.نت (الإنجليزية)